# Klasse der einhenkeligen Kantharoi

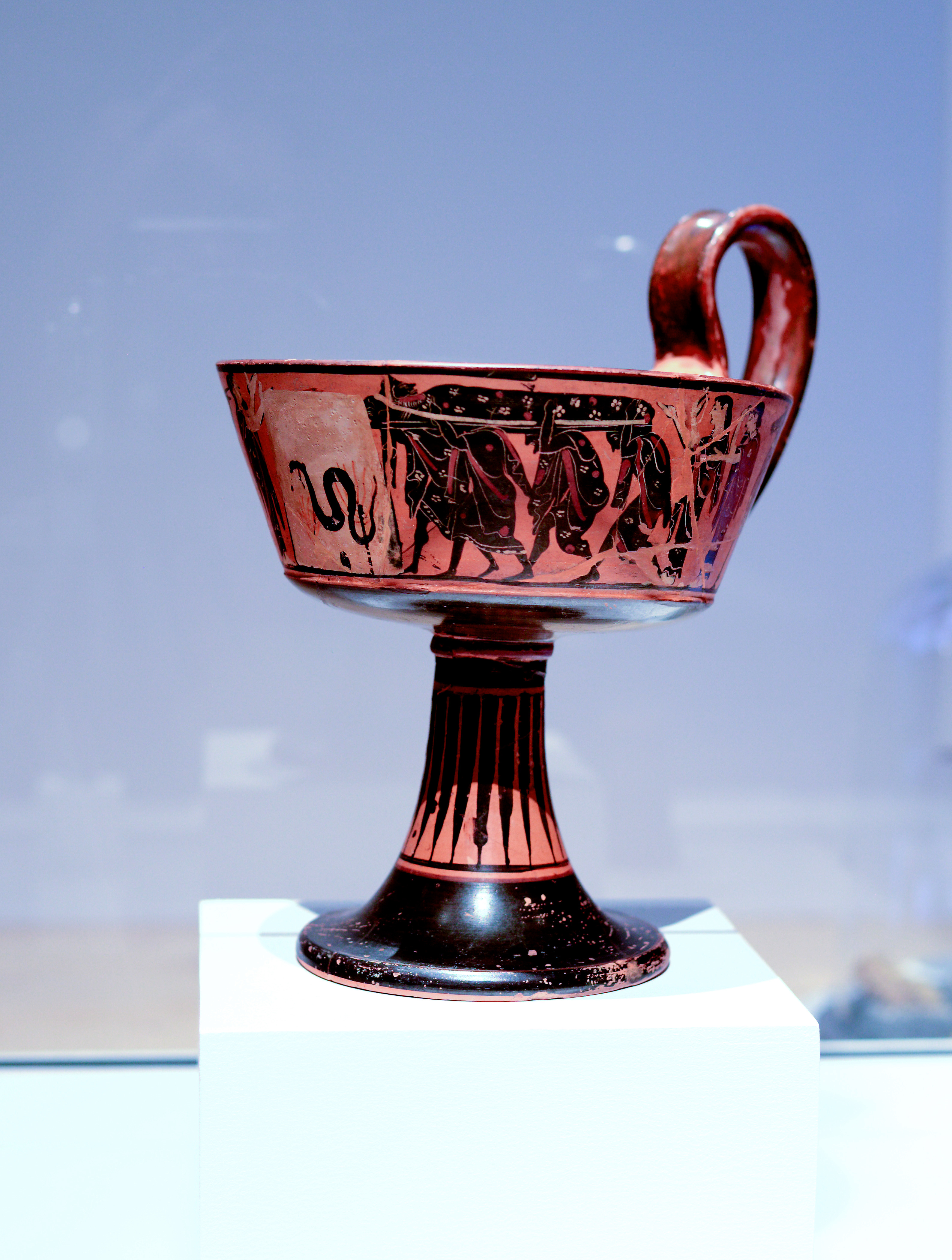
Einer der Kantharoi aus der Sammlung des Cabinet des Médailles, Paris

Als Klasse der einhenkeligen Kantharoi (englisch Class of the one-handled kantharoi) wird auf Grund ihrer Form eine kleine Klasse von attisch-schwarzfigurigen einhenkeligen Kantharoi auf hohem Fuß bezeichnet, die im späten 6. Jahrhundert v. Chr. geschaffen wurden. Die Kantharoi entsprechen in ihrer Form etruskischen Kyathoi und wurden für den etruskischen Markt produziert. Sie wurden von verschiedenen Malern dekoriert, die alle aus einer Werkstatt kamen, fünf davon schrieb John D. Beazley der Gruppe von Vatikan G 58, einer Untergruppe der Perizoma-Gruppe, zu.